# Comité Karabaj
El Comité Karabaj (en armenio: Ղարաբաղ կոմիտե) fue un grupo de intelectuales armenios, que fueron reconocidos en su país como los líderes de facto de Armenia hacia finales de los años ochenta. El Comité se formó en 1988, con el objetivo declarado de reunificar la conflictiva zona de Nagorno Karabaj con Armenia. El comité fue arrestado por las autoridades soviéticas el 11 de diciembre de 1988, por obstruir la ayuda humanitaria de Azerbaiyán después del terremoto de Spitak, el 7 de diciembre de ese año, pero fueron puestos en libertad el 31 de mayo de 1989, cuyos miembros fundaron posteriormente el Movimiento Nacional Pan-Armenio. En 1990, The New York Times describió el comité como "el grupo nacionalista más influyente de Armenia."

## Miembros
- Levon Ter-Petrosián (1945-), escritor, historiador, y ex-Presidente de Armenia (1991-1998)
- Vazgen Manukián (1946-), científico especializado en matemáticas y física, y ex-Primer ministro de Armenia (1990-1991)
- Babken Ararktsián (1944-), matemático, expresidente de la Asamblea Nacional de Armenia (1991-1995), y exvocero del mismo (1995-1998).
- Ashot Manucharyan (1954-), educador, socialista democrático, exministro de Asuntos Internos (1991-1992), y cofundador del Complejo Educacional Mequitar de Sebastea en 1984.
- Vano Siradeghián (1946-), escritor, exministro de Asuntos Internos (1992-1996), y exalcalde de Ereván (1996-1998).
- Rafael Ghazarián (1924-2007), radiofísico, académico, activista público, miembro de la Academia Nacional de Ciencias de Armenia, y exvicepresidente de la Asamblea Nacional de Armenia (1990-1995).
- Samson Ghazarián (1953-), profesor.
- Hambartsum Galstián (1955-1995), exalcalde de Ereván (1990-1992)
- Davit Vartanián
- Samvel Gevorgián

## Lectura más lejana
- Galstián, Hambardzum (2013). Cartas sin Enviar. Traducido por Agop J. Hacikián. Londres: Instituto Gomidas. ISBN 978-1909382015
- Malkasian, Mark (1996). "Gha-ra-bagh!": El Surgimiento del Movimiento Nacional Democráticoen Armenia. Detroit: Wayne State University Press. ISBN 978-0814326046.

- Datos: Q3684413